# Långtora församling
Långtora församling var en församling i Uppsala stift och i Enköpings kommun i Uppsala län. Församlingen uppgick 2010 i Lagunda församling.

## Administrativ historik
Församlingen har medeltida ursprung. 
Församlingen utgjorde under medeltiden ett eget pastorat för att därefter till 1962 vara moderförsamling i pastoratet Långtora och Härkeberga som 1946 utökades med Biskopskulla församling. Från 1962 till 1983 var församlingen moderförsamling i pastoratet Långtora, Biskopskulla och Nysätra. Från 1983 till 2010 var den annexförsamling i Gryta pastorat. Församlingen uppgick 2010 i Lagunda församling.

## Kyrkor
- Långtora kyrka